# CONNIE SIDE OF NEGI SOUNDS
『CONNIE SIDE OF NEGI SOUNDS』（コニー・サイド・オブ・ネギ・サウンズ）は、2017年10月8日にT-Palette Recordsから発売されたNegiccoのセレクトアルバム。

## 解説
Negiccoの楽曲にサウンドプロデューサーとして携わり、近年はシングルカップリング曲の作詞・作曲・編曲を多く手がけているconnieによる、B SIDE楽曲を集めたセレクトアルバム。カセットのみでのリリースされたこのアイテムは、NegiccoがT-Palette Recordsに所属してからのシングルのC/Wを収録しており、新たにヴォーカルまですべてconnieが担当した「ヴィーナス」も新録し、connieプライベートカセットをテーマとした作品となっている。完全生産限定盤の本作はNegicco公式ファンクラブ「Negicco House」にて会員限定で2017年9月5日21:00から先行販売され、その後10月8日に一般発売された。
歌詞カードはなく、インデックスの両面にはNegiccoメンバーとconnieが並んだ写真が掲載されている。なお、記載されている販売元の表記が誤って“タワーレコード株式会”となっている。

## 収録曲
| 全作曲: connie。 |                                  |        |            |                                  |
| #                | タイトル                         | 作詞   | 作曲・編曲 | 編曲                             |
| 1.               | 「新しい恋のうた」               | connie | connie     | connie                           |
| 2.               | 「パーティーについて。」         | connie | connie     | connie                           |
| 3.               | 「フェスティバルで会いましょう」 | connie | connie     | connie                           |
| 4.               | 「トキメクMERMAID」              | connie | connie     | connie                           |
| 5.               | 「おやすみ」                     | MEG    | connie     | connie、長谷泰宏（ユメトコスメ） |
| 6.               | 「1000%の片想い」                | connie | connie     | Shiggy Jr.                       |

| 全作詞: connie。 |                                        |        |                          |                                |
| #                | タイトル                               | 作詞   | 作曲                     | 編曲                           |
| 1.               | 「ライフ・イズ・キャンディ・トラベル」 | connie | connie                   | 奇妙礼太郎トラベルスイング楽団 |
| 2.               | 「さよならMusic」                      | connie | connie                   | connie                         |
| 3.               | 「ニュートリノ・ラヴ」                 | connie | connie                   | connie                         |
| 4.               | 「カナールの窓辺」                     | connie | 長谷泰宏（ユメトコスメ） | 長谷泰宏（ユメトコスメ）       |
| 5.               | 「私をネギーに連れてって」             | connie | connie                   | connie                         |
| 6.               | 「楽園の余韻」                         | connie | connie                   | 北園みなみ                     |
| 7.               | 「ヴィーナス」(connie)                 | connie | connie                   | connie                         |

## クレジット
- Negicco - Nao☆, Megu, Kaede
- Produced by connie